# Ушаков, Артём Александрович
Ушаков Артём Александрович (род. 24 ноября 1983, Ульяновск) — российский биатлонист, мастер спорта международного класса. Член сборной России. В настоящие время является военнослужащим ВДВ России. 

## Юниорские и молодёжные достижения
| Год  | Место проведения | Возраст | Инд | Спр | Пр | Эст |
| ---- | ---------------- | ------- | --- | --- | -- | --- |
| 2004 | ЧМ От-Марьен     | U21     | 13  | 6   | 6  | 3   |
| 2004 | ЧЕ Минск         | U21     | 15  | 6   | 10 |     |
| 2006 | ЧЕ Лангдорф      | U26     | 10  |     |    |     |
| 2007 | ЧЕ Банско        | U26     | 28  |     |    |     |

## Кубок IBU
- сезон 2004—2005 — 41 место (92 очка)[1]
- сезон 2008—2009 — 55 место (90 очков)[2]

## Сезон 2009—2010
Весь сезон Ушаков практически провел в России, целенаправленно готовясь к национальному чемпионату в составе сборной Мордовии. На Чемпионате России в спринте и преследовании Артем попал в шестерку лучших, а в марафоне победил, проведя, возможно, лучшую гонку в карьере. Восемь рубежей Ушаков прошёл всего с четырьмя промахами и грамотно разложил силы по всей 36-километровой дистанции. Кроме этого, спортсмен стал обладателем главной награды соревнований на призы губернатора Тюменской области — автомобиля «Тойота».
По окончании сезона вошёл в основной состав сборной России для централизованной подготовки к сезону 2010—2011.

### Статистика выступлений в Кубке мира
| \| 2010/11 Итоги \| 2010/11 Итоги \| Эстерсунд \| Эстерсунд \| Эстерсунд \| Хохфильцен \| Хохфильцен \| Хохфильцен \| Поклюка \| Поклюка \| Поклюка \| Оберхоф \| Оберхоф \| Оберхоф \| Рупольдинг \| Рупольдинг \| Рупольдинг \| Антхольц \| Антхольц \| Антхольц \| Преск-Айл \| Преск-Айл \| Преск-Айл \| Форт-Кент \| Форт-Кент \| Форт-Кент \| ЧМ Ханты-Мансийск \| ЧМ Ханты-Мансийск \| ЧМ Ханты-Мансийск \| ЧМ Ханты-Мансийск \| ЧМ Ханты-Мансийск \| ЧМ Ханты-Мансийск \| Холменколлен \| Холменколлен \| Холменколлен \| \| Очков \| Место \| Инд \| Спр \| Пр \| Спр \| Пр \| Эст \| Инд \| Спр \| См \| Эст \| Спр \| МС \| Инд \| Спр \| Пр \| Спр \| МС \| Эст \| Спр \| См \| Пр \| Спр \| Пр \| МС \| См \| Спр \| Пр \| Инд \| Эст \| МС \| Спр \| Пр \| МС \| \| 0 \| — \| — \| — \| — \| — \| — \| — \| — \| — \| — \| — \| — \| — \| — \| — \| — \| — \| — \| 66 \| — \| — \| 64 \| — \| — \| — \| — \| — \| — \| — \| — \| — \| — \| — \| \| |               |           |           |           |            |            |            |         |         |         |         |         |         |            |            |            |          |          |          |           |           |           |           |           |           |                   |                   |                   |                   |                   |                   |              |              |              |
| В таблице отражены места, занятые спортсменом на гонках биатлонного сезона. Инд — индивидуальная гонка Пр — гонка преследования Спр — спринт МС — масс-старт Эст — эстафета См — смешанная эстафета DNS — спортсмен был заявлен, но не стартовал DNF — спортсмен стартовал, но не финишировал LAP — спортсмен по ходу гонки (для гонок преследования и масс-стартов) отстал от лидера более чем на круг и был снят с трассы DSQ — спортсмен дисквалифицирован — − спортсмен не участвовал в этой гонке |               |           |           |           |            |            |            |         |         |         |         |         |         |            |            |            |          |          |          |           |           |           |           |           |           |                   |                   |                   |                   |                   |                   |              |              |              |
| 2010/11 Итоги | 2010/11 Итоги | Эстерсунд | Эстерсунд | Эстерсунд | Хохфильцен | Хохфильцен | Хохфильцен | Поклюка | Поклюка | Поклюка | Оберхоф | Оберхоф | Оберхоф | Рупольдинг | Рупольдинг | Рупольдинг | Антхольц | Антхольц | Антхольц | Преск-Айл | Преск-Айл | Преск-Айл | Форт-Кент | Форт-Кент | Форт-Кент | ЧМ Ханты-Мансийск | ЧМ Ханты-Мансийск | ЧМ Ханты-Мансийск | ЧМ Ханты-Мансийск | ЧМ Ханты-Мансийск | ЧМ Ханты-Мансийск | Холменколлен | Холменколлен | Холменколлен |
| Очков | Место         | Инд       | Спр       | Пр        | Спр        | Пр         | Эст        | Инд     | Спр     | См      | Эст     | Спр     | МС      | Инд        | Спр        | Пр         | Спр      | МС       | Эст      | Спр       | См        | Пр        | Спр       | Пр        | МС        | См                | Спр               | Пр                | Инд               | Эст               | МС                | Спр          | Пр           | МС           |
| 0 | —             | —         | —         | —         | —          | —          | —          | —       | —       | —       | —       | —       | —       | —          | —          | —          | —        | —        | 66       | —         | —         | 64        | —         | —         | —         | —                 | —                 | —                 | —                 | —                 | —                 | —            | —            |              |